# همزن مغناطیسی

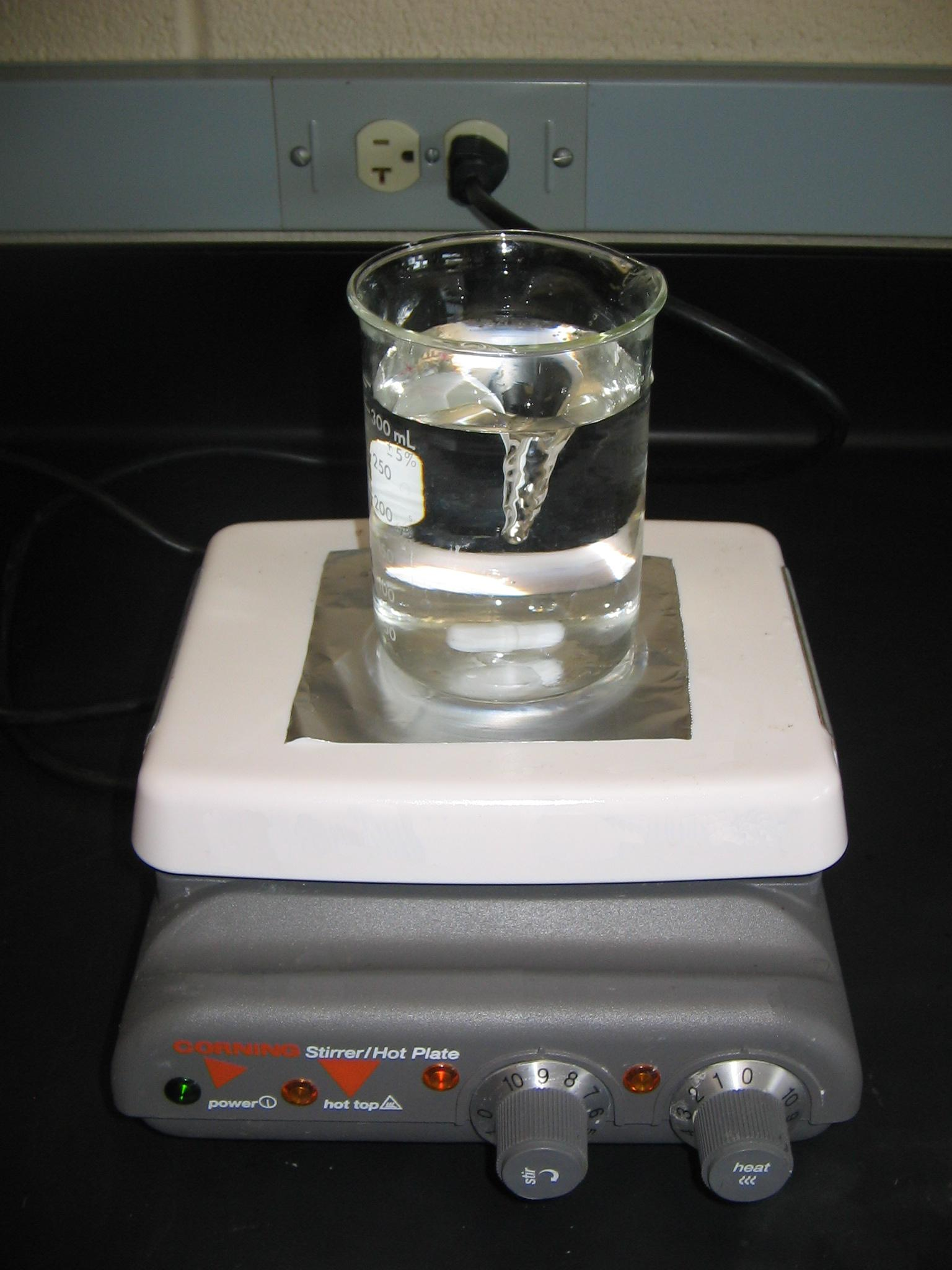
نمونه‌ای از یک همزن مغناطیسی که در حال گرم کردن و هم زدن مایع است پیچ تنظیم سمت چپ برای کنترل سرعت چرخش میله و پیچ تنظیم سمت راست برای تنظیم درجه حرارت استفاده می‌شود.

همزن مغناطیسی(به انگلیسی: magnetic stirrer یاmagnetic mixer) یکی از ابزارهای آزمایشگاهی بوده که برای مخلوط کردن مایعات در آزمایشگاه از آن استفاده می‌شود.
در این نوع همزن میله کوچکی به نام (stir bar) در داخل ظرف مایع (مثلا ارلن) قرار می‌گیرد.سپس ظرف مایع بر روی صفحه‌ای قرار داده می‌شود که زیر آن محوری با خاصیت مغناصیسی در حال چرخش است، این محورمیله داخل ظرف را بدون تماس فیزیکی و به وسیله نیروی مغناطیسی به گردش در می‌آورد.
در برخی از انواع همزن مغناطیسی عمل گرم کردن و همزدن مایع به صورت همزمان انجام می‌شود، به این ترتیب که صفحه‌ای که ظرف مایع بر روی آن قرار دارد گرم شده و مایع در حال چرخش را گرم می‌کند.